# CKND-DT
CKND-DT (mieux connu sous le nom de Global Winnipeg) est une station de télévision manitobaine basée à Winnipeg appartenant à Corus Entertainment et faisant partie du réseau Global.

## Histoire
L'histoire de CKND remonte jusqu'en 1959, lorsque la station KCND-TV située à Pembina (Dakota du Nord) est entrée en ondes en novembre 1960 et dépendait principalement des revenus publicitaires de Winnipeg. Devant la multiplication des stations du marché, Izzy Asper a convaincu le propriétaire de KCND-TV de vendre la station à Canwest Broadcasting, qui a obtenu une licence auprès du CRTC afin d'exploiter CKND-TV à Winnipeg, entré en ondes le 1er septembre 1975 alors que KCND-TV a mis fin à ses activités la veille, récupérant d'un seul coup les commanditaires et les équipements.
Comme toutes les autres stations de Canwest, elle s'est affiliée au réseau Global à l'automne 1997.
Depuis le 1er avril 2016, Shaw Media appartient désormais à Corus Entertainment.

## Télévision numérique terrestre et haute définition
| Chaîne | Format | Aspect | Programmation                             |
| ------ | ------ | ------ | ----------------------------------------- |
| 9.1    | 1080i  | 16:9   | Programmation principale CKND / Global HD |

Global Winnipeg a commencé à diffuser en mode numérique le 16 décembre 2010 au canal 40 sur le toit du Canwest Place (siège social de Canwest). CKND-TV a mis fin à la diffusion analogique le 28 août 2011.